# Thermes nationaux d'Aix-les-Bains
Les thermes nationaux d'Aix-les-Bains, ou établissement thermal d'Aix-les-Bains, voire anciens thermes, est un bâtiment situé en France sur la commune d'Aix-les-Bains, dans le département de la Savoie en région Auvergne-Rhône-Alpes.
Cet édifice abrite actuellement quelques services de la ville, comme l'office de tourisme. L'école nationale Peyrefitte Esthétique est également installée au cœur de ces thermes.
Le bâtiment fait l’objet d’une inscription partielle au titre des monuments historiques depuis le 24 avril 1986, étendue le 31 octobre 2016 ainsi que d'une labellisation « Patrimoine du XXe siècle » depuis mars 2003.

## Localisation
Les anciens thermes nationaux sont situés dans le centre historique de la ville d'Aix-les-Bains. Ce bâtiment est implanté près d'autres monuments classés ou inscrits comme le parc floral des Thermes, l'hôtel de ville d'Aix-les-Bains ou l'arc de Campanus.

## Histoire

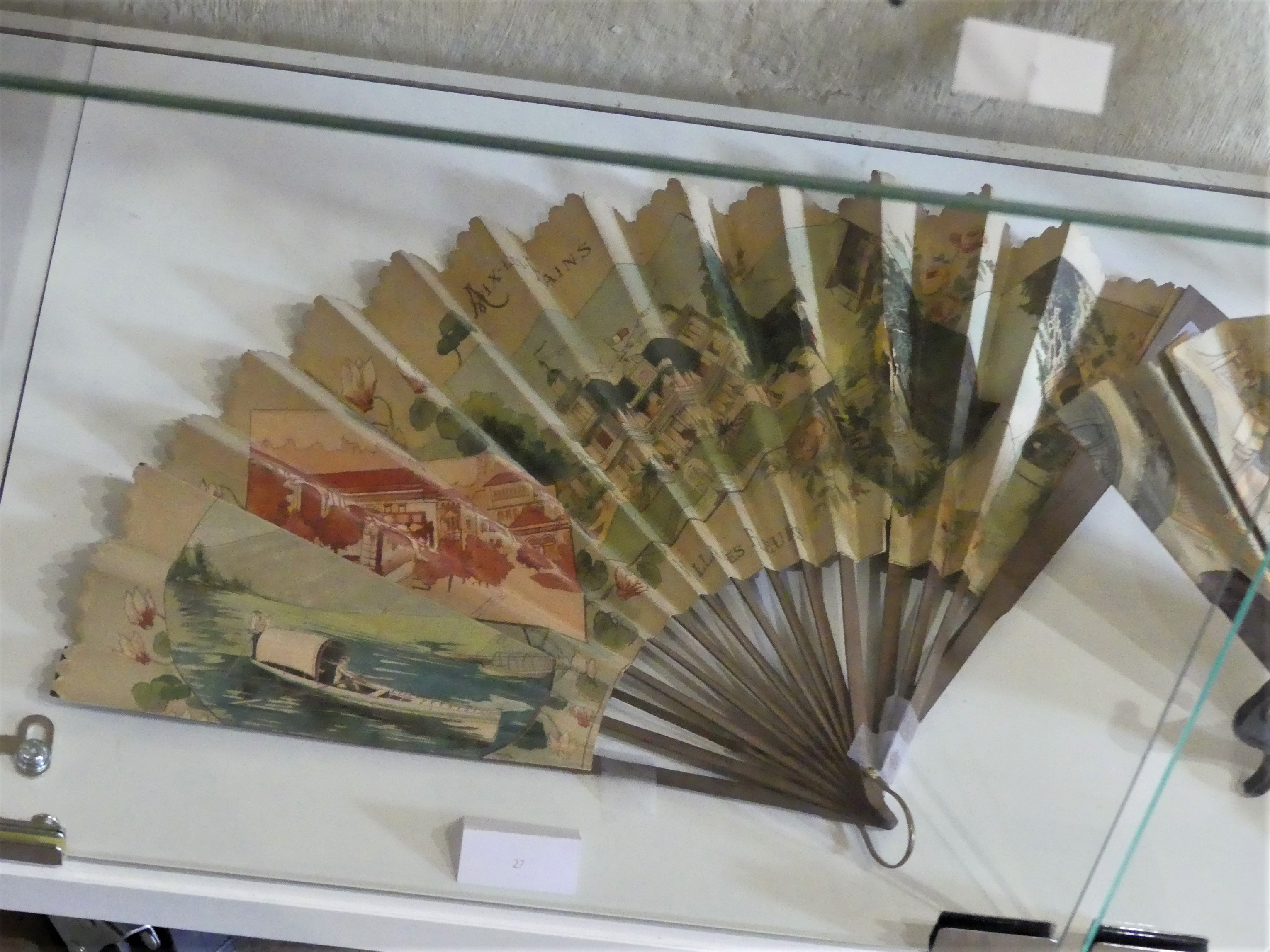
Éventail publicitaire de 1910 pour les thermes d'Aix-les-Bains.

Depuis l'Antiquité, les bâtiments des thermes nationaux n'ont cessé d'évoluer et de s'agrandir. Durant l'année 1772, la venue du duc de Chablais entraîna la prise de conscience de cette richesse et donna naissance à un projet royal de bâtiment de bain. Les anciens thermes ont donc été inaugurés durant 1783, les thermes Victor Amédée furent rapidement sous-dimensionnés. Par conséquent, une première annexe fut achevée en 1832, sous le règne du roi Charles Albert. Après l'essor du thermalisme, de nouveaux besoins en bâtiments se firent ressentir. Dès l'année 1855, on étudia alors la construction d'un nouvel établissement thermal. Les travaux confiés à l'architecte Pellegrini ne furent achevés que sept ans après, en 1862, à la suite de problèmes financiers.
Ce nouveau lieu fut complété dès 1881 de l'annexe Revel, bientôt suivie d'une autre, l'annexe Lecoeur, achevée en 1899. Après un long arrêt, seulement entrecoupé de travaux de modifications, une nouvelle phase de construction importante fut commencée dès 1933 avec les thermes dit Pétriaux qui augmentaient considérablement la surface bâtie du départ.
Puis, entre les années 1971 et 1974, une dernière phase de constructions fut entreprise. Sous l'architecte Mabileau, une tour administrative de 7 étages fut construite dans le bâtiment Pétriaux.

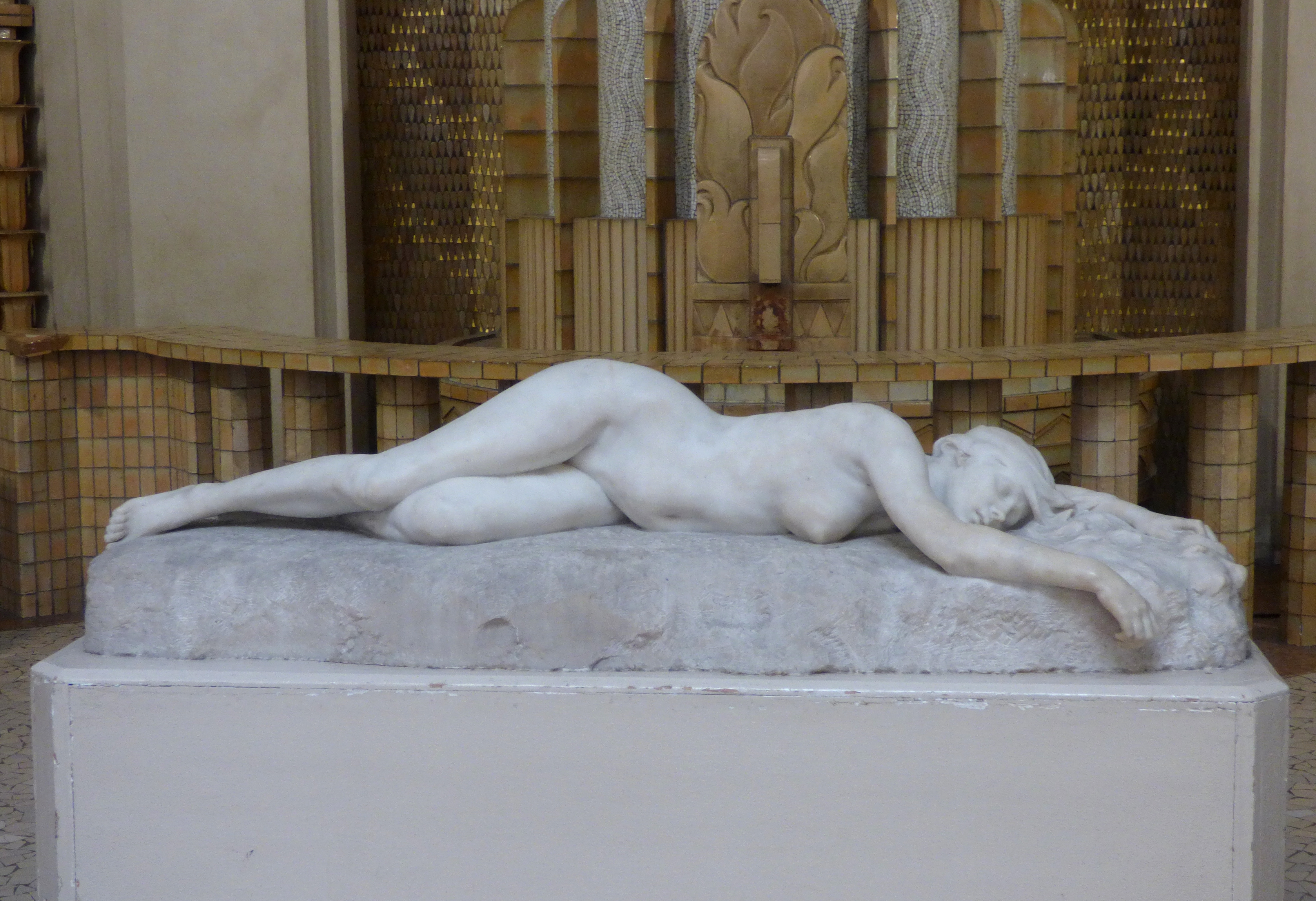
La fin d'un rêve de Henri Varenne, sculpture présente dans le hall du rez-de-chaussée des thermes nationaux.

On peut aussi préciser que le décor du vestibule des années 1930 est intact. Le bâtiment de Pétriaux conserve aussi deux cabines de luxe. Leur décoration est en mosaïque de style Art Déco.

### Changement de propriétaire
Le 9 mars 2012, la ville d'Aix-les-Bains devient propriétaire du bâtiment. Elle a en effet acheté les thermes à l'État pour un prix d'environ 1,2 million d'euros, avec la participation financière du conseil départemental à hauteur de 540 000 euros. Ce changement de propriétaire va notamment permettre à la ville de rénover le lieu voire de le transformer. En 2018, un projet de réhabilitation est en cours. Un concours d’architectes est lancé et les citoyens sont invités à voter pour le projet de leur choix jusqu’au 23/02/19.

### Les nouveaux thermes Chevalley
Les soins thermaux ont été transférés[Quand ?] dans les nouveaux thermes privés dit Chevalley. Ils sont situés sur les hauteurs de la ville. Par conséquent, un important programme de restructuration est en cours. Un site internet commun aux Thermes Chevalley et aux Thermes de Marlioz a été créé pour présenter l'ensemble de la destination thermale aixoise.

## Projets de rénovation
Des sujets avaient déjà été proposés il y a quelques années pour revaloriser ce bâtiment de 55 000 m2. Une vive polémique avait déjà été engendrée sur l'avenir de ces anciens thermes nationaux lors du débat des élections municipales de 2014.
En octobre 2015, le maire a débuté le chantier de rénovation des anciens thermes avec notamment la réfection d'une partie de la toiture pour un coût d'environ 455 309 euros, hors frais d’études évalués à 55 000 euros. L'Essor Savoyard relate que « Cette opération, importante et coûteuse, est un premier pas avant ce qui sera indubitablement le point central du 3e mandat de l’actuel député-maire, la réhabilitation des Anciens thermes. ».

## Divers
Une femme âgée de 82 ans est décédée le 12 mars 2007 dans le bâtiment lors d'une visite touristique en tombant d'une passerelle non sécurisée. Les thermes nationaux ont dû s'acquitter d'une amende de 10 000 euros en novembre 2014.